# NGC 157
NGC 157 é uma galáxia espiral barrada (SBbc) localizada na direcção da constelação de Cetus. Possui uma declinação de -08° 23' 46" e uma ascensão recta de 0 horas, 34 minutos e 46,4 segundos.
A galáxia NGC 157 foi descoberta em 13 de Dezembro de 1783 por William Herschel.